# 임희중
임희중(任希重)의 호는 국담(菊潭)으로 조선 명종(明宗)때 생원·진사시에 모두 합격했으나 벼슬에 뜻을 두지 않고 학문에만 전념하였다. 임억령(林億齡)과는 막역한 사이로서 누차 학행으로 천거되었으나 벼슬에 오르지 않다가 잠시 좌통례(左通禮)를 지냈다. 후에 다시 은퇴, 후진교육과 학문연구에 전심했고, 그의 저서 『인재책(人才策)』이 유명하며 『국담유고』는 현재 미국 버클리대학교 동아시아 도서관 등에 수장되어있다. 이조참판(吏曹參判)에 추증(追贈)되었다.
1. ↑  http://kostma.korea.ac.kr/dir/viewIf?uci=RIKS+CRMA+KSM-WC.1912.0000-20090720.RICH_0618